# Semidalis bicornis
Semidalis bicornis är en insektsart som beskrevs av Z.-q. Liu och C.-k. Yang 1993. Semidalis bicornis ingår i släktet Semidalis och familjen vaxsländor. Inga underarter finns listade i Catalogue of Life.